# Corrosion of Conformity
Corrosion of Conformity (укр. Іржа конформізму), скорочено C.O.C. — американський рок-гурт з Північної Кароліни, заснований на початку 1980-х років.

## Історія гурту
Гурт Corrosion of Conformity засновано на початку 1980-х років гітаристом Вуді Везерменом. До першого складу колективу окрім нього увійшли барабанщик Рід Маллін, вокаліст Ерік Айке та бас-гітарист Майк Дін. Перша платівка Eye for an Eye була видана 1983 року. Музиканти грали агресивну суміш панк-року та металу, схожу на творчість гуртів лейблу Black Flag. Протягом вісімдесятих років гурт видав ще два альбоми — Animosity (1985) та Technocracy (1987), але його стан залишалася нестабільним через неодноразові зміни учасників.
На початку дев'яностих з оригінальних музикантів C.O.C. залишилися лише Везермен та Маллін, а разом з ними — гітарист Пеппер Кінан, співак Карл Агелл та бас-гітарист Філ Свішер. В цьому складі гурт видав успішний альбом Blind (1991), починаючи з якого Corrosion of Conformity повернулися до більш прямолінійного хеві-металічного звучання, нагадуючи Black Sabbath. Невдовзі Агелл та Свішер залишили гурт, створивши власний колектив Leadfoot. Починаючи з 1994 року, коли вийшла п'ята платівка C.O.C. Deliverance і повернувся бас-гітарист Майк Дін, фронтменом та вокалістом гурту став Пеппер Кінан. В другій половині 1990-х популярність Corrosion of Conformity невпинно зростала, вони видали альбоми Wiseblood (1996) та America's Volume Dealer (2000), а також взяли участь у світовому турі разом з Metallica.
Починаючи з 2000-х років Corrosion of Conformity неодноразово брали творчу відпустку, а також змінювали склад. Пеппер Кінан тимчасово залишав гурт, граючи в супергурті Down, а колишній барабанщик Рід Маллін навпаки повертався до C.O.C. Протягом цього часу вийшли концертний альбом Live Volume (2001), студійні In the Arms of God (2005), Corrosion of Conformity (2012), IX (2014) та No Cross No Crown (2018). 2020 року у віці 53 років вмер співзасновник гурту Рід Маллін.
Станом на 2023 рік офіційними учасниками Corrosion of Conformity залишалися Пеппер Кінан (гітара, вокал), Майк Дін (бас-гітара) та Вуді Везермен (гітара), долучаючи до концертних виступів та студійних записів різних барабанщиків.

## Дискографія
- 1984 — Eye For An Eye
- 1985 — Animosity
- 1987 — Technocracy (мініальбом)
- 1991 — Blind
- 1994 — Deliverance
- 1996 — Wiseblood
- 2000 — America's Volume Dealer
- 2001 — Live Volume (концертний альбом)
- 2005 — In The Arms of God
- 2012 — Corrosion of Conformity
- 2014 — IX
- 2018 — No Cross No Crown[4]